# باول بيرش (لاعب كرة قدم)
باول بيرش (بالإنجليزية: Paul Birch)‏ (3 ديسمبر 1968 في المملكة المتحدة - ) هو لاعب كرة قدم بريطاني في مركز الهجوم. لعب مع نادي برينتفورد وRothwell Town F.C. ‏.